# أندريس سانشيز
أندريس سانشيز (بالبرتغالية: Andrés Sánchez‏) هو مصور سينمائي وسياسي برازيلي، ولد في 24 ديسمبر 1963 بليميرا في البرازيل. حزبياً، نشط في حزب العمال البرازيلي. وقد انتخب عضو مجلس النواب البرازيلي ‏ عن دائرة São Paulo ‏ وقد انضم خلال فترته النيابية ‏ للكتلة البرلمانية حزب العمال البرازيلي.

## وصلات خارجية
- الموقع الرسمي